# Verterizam
Verterizam - pojam koji se povezuje uz Goetheov roman Patnje mladog Werthera.
Verterizam je društvena i kulturna pojava koja se javlja nakon objavljivanja romana Patnje mladog Werthera. Ljudi se počinju oblačiti kao glavni likovi romana. Čak se bira i smrt po uzoru na Werthera pa se događaju masovna samoubojstva.
Verterizam je bio svojevrsna društvena moda.